# Санту-Антан (Эвора)
Санту-Антан (порт.  Santo Antão) - фрегезия (район) в муниципалитете Эвора  округа Эвора в Португалии. Территория – 0,27 км². Население – 1473 жителей. Плотность населения – 5455,6 чел/км².